# Панегирик императору Траяну
«Панегирик императору Траяну» — хвалебная речь, которую произнёс 1 сентября 100 года в сенате Плиний Младший, чтобы поблагодарить Траяна за своё назначение консулом на два месяца. Впоследствии оратор доработал текст речи, прочёл его своим друзьям и издал.
В панегирике Плиний рассказывает о нововведениях императора в сферах юриспруденции, торговли и военной дисциплины, с пиететом отзывается о предшественнике Траяна Нерве. Речь содержит явную лесть, но при этом оратор вполне объективно оценивает правление Траяна. Панегирик является ценным историческим источником, так как только в нём говорится о дунайских походах Траяна, о временном аресте Нервы в 97 году, о расправе над доносчиками времён Домициана и др.